# Fedora (film)
Fedora is een Frans-Duitse dramafilm uit 1978 onder regie van Billy Wilder. Het scenario is gebaseerd op de gelijknamige novelle uit 1976 van de Amerikaanse auteur Tom Tryon.

## Verhaal
Filmdiva Fedora geldt als de onbetwiste godin van het witte doek. Zij is al voorbij de zestig, maar ze heeft nog steeds het imago van een jonge schoonheidskoningin. Ze heeft haar carrière inmiddels opgegeven en woont in afzondering op een eiland nabij het Griekse Korfoe. De Amerikaanse filmproducent Barry Detweiler wil haar weer naar Hollywood halen voor een rentree op het witte doek. Gaandeweg komt hij achter het geheim van Fedora. 

## Rolverdeling
| Acteur             | Personage                   |
| ------------------ | --------------------------- |
| William Holden     | Barry Detweiler             |
| Marthe Keller      | Fedora / Antonia Sobryanski |
| Hildegard Knef     | Gravin Fedora Sobryanski    |
| José Ferrer        | Dokter Vando                |
| Frances Sternhagen | Juffrouw Balfour            |
| Stephen Collins    | Hoteldirecteur op Korfoe    |
| Henry Fonda        | Zichzelf                    |
| Michael York       | Zichzelf                    |
| Hans Jaray         | Graaf Sobryanski            |
| Gottfried John     | Kritos                      |
| Arlene Francis     | Nieuwslezer                 |
| Jacques Maury      | Plaatsaanwijzer             |
| Christine Mueller  | Jonge Antonia               |
| Ellen Schwiers     | Verpleegster                |
| Mario Adorf        | Hotelmanager                |